# Muruam
Muruam (Moroame, Moruame), nekad brojno indijansko pleme iz Teksasa, poznati po tome što su pokršteni u prvoj polovici 18. stoljeća (do 1730.-tih godina) na misijama San Antonio. Prvi puta su spomenuti 1707. na misiji San Francisco Solano kod današnjeg Eagle Passa. Po starim dokumentima zapisano je da su se ženili s pripadnicima tonkawanskog plemena Ervipiame, i Hodge je mišljenja da su Muruami tonkawansko pleme. Za njih se čuje sve do 1775.
Možda su identični plemenu Mariame, ali ovo se temelji samo na sličnosti u imenu, a i pleme Mariame se spominje nekih 170 godina prije nego što se čulo za Muruame.